# Bruno Saltor
Bruno Saltor Grau (El Masnou, 1 oktober 1980) is een Spaans betaald voetballer die bij voorkeur als verdediger speelt.

## Clubvoetbal
Saltor speelde in de jeugdopleiding van RCD Espanyol. Na periodes bij Espanyol B (2000-2001, 2002-2003), Gimnàstic de Tarragona (2001-2002) en UE Lleida (2003–2006) werd de verdediger in 2006 gecontracteerd door UD Almería. Met deze club promoveerde Saltor in 2007 naar de Primera División. Hij tekende in juni 2009 een driejarig contract bij Valencia CF, dat hem overnam van UD Almería. Sinds juli 2012 speelt hij voor het Engelse Brighton & Hove Albion, dat hem transfervrij overnam van Valencia CF. Met die club promoveerde hij in 2017 als aanvoerder naar de Premier League.

## Nationaal elftal
Saltor speelde meerdere interlands voor het Catalaans elftal. Daarin debuteerde hij in december 2005 tegen Paraguay.